# Hemirrhagus mitchelli
Hemirrhagus mitchelli là một loài nhện trong họ Theraphosidae.
Loài này thuộc chi Hemirrhagus. Hemirrhagus mitchelli được Willis J. Gertsch miêu tả năm 1982.